# Мария Юзефа Собеская
Мария Юзефа Собеская (пол. Maria Józefa Sobieska), урождённая Вессель (пол. Wessel; 1685—1761), — польская принцесса, невестка короля Яна III Собеского .

## Биография
Мария Юзефа была дочерью дворянина Станислава Весселя, из рода герба Рогаля, и графини Марии Барбары фон Штаремберг (1673—1745). Мария Барбара служила королевской гувернанткой при принцессе Терезе Кунегунде Собеской (1676—1730), одной из дочерей Яна III Собеского. Рано овдовев, её мать вышла замуж в 1692 году за австрийского фельдмаршала графа Иоганна Генриха фон Дюневальд-Пиксендорфа, скончавшегося спустя год. Мария Барбара позднее снова вышла замуж, её избранником стал граф Максимилиан Зигмунд Фридрих фон Траутмансдорф-Вайнсберг (1674—1731).
Скорее всего, с 1702 года Мария Юзефа проживала в Олаве при дворе брата своего будущего мужа, Якуба Людвика Собеского. 18 ноября 1708 года в Гданьске она сочеталась браком с Константином Владиславом Собеским, одним из сыновей Яна III. Этот брак далеко не всеми был одобрен, особенно им недовольна была мать Константина, вдовствующая королева Мария Казимира. Вскоре после своей женитьбы Константин Владислав покинул Польшу, оставив жену, а в 1711 году начал бракоразводный процесс. Первоначально Мария Юзефа не противилась этому решению, но хотела договориться на выгодных для себя условиях. До мая 1719 года Мария Юзефа проживала в монастыре Святых Таинств в Варшаве, намереваясь оставаться там во время бракоразводного процесса. В 1720 году Константин приобрёл для неё городской дом в Варшаве, у придворного Францишека Мантейфеля-Келпинского. В 1724 году в судебном порядке была окончательно подтверждена законность их брака, а в ноябре 1725 года были согласованы условия мирового соглашения супругов. По некоторым сведениям, в конце того же года Мария Юзефа родила мертворождённого сына, но этот факт считается маловероятным. 22 июля 1726 года Константин Владислав умер, и Мария Юзефа таким образом стала вдовой.
Весной 1727 года Мария Юзефа заключила договор со своим зятем Якубом Людвиком Собеским, согласно которому в течение следующих полутора лет она должна была управлять имениями князя Константина в Жолкве, Поморянах и Тернополе (все три находились на территории современной Украины). В январе 1729 года Мария Юзефа уехала из Жовквы во Львов, а оттуда в Пилицу (Верхняя Силезия), где приобрела замок и 13 окрестных деревень. С 1731 по 1740 год она перестраивала этот замок, чтобы тот мог служить ей главной резиденцией. Мария Юзефа также основала в Пилице францисканский монастырь.
В 1753 году Мария Юзефа продала своё имение племяннику Теодору Весселю и вернулась на постоянное проживание в монастырь Святых Таинств в Варшаве. 4 января 1761 года она умерла там от рака груди, завещав оставшееся имущество племянникам и племянницам. Её похороны прошли 7 января 1761 года в церкви Святого Казимира в варшавском Новом городе, где её могила была доступна для посещений, пока не была разрушена в ходе Варшавского восстания 1944 года .